# Richard Riegel
Richard Riegel (* 14. Juni 1900 in Eilenburg; † 27. Mai 1982) war ein deutscher Politiker der KPD.
Riegel war Mitglied der KPD und bis 1950 1. Bevollmächtigter der Industriegewerkschaft Metall. Riegel war als Redakteur tätig.
Er war vom 16. März 1953 bis zum 4. Juli 1954 Mitglied des 2. Landtages von Nordrhein-Westfalen, in den er nachrückte.